# Рева, Владимир Павлович
Владимир Павлович Рева (род. 4 июня 1951, Ростов-на-Дону) — Заслуженный тренер России по велоспорту.

## Биография
Родился в 1951 году в Ростове-на-Дону. Окончил РГУФКСМиТ (ГЦОЛИФК). Подготовил чемпионку Олимпийских игр 1996 года в Атланте в индивидуальной гонке на шоссе Зульфию Забирову. По словам Забировой, «Владимир Павлович — уникальный специалист в том смысле, что притягивает людей, которые в нём нуждаются. Опытный тренер, который к каждому спортсмену находит свой подход». В 2015 году вошёл в тренерский совет женской сборной команды России по шоссейному велоспорту.
Награждён Орденом Дружбы.